# Hrauney
Hrauney est une île inhabitée d'Islande située dans les îles Vestmann. Avec les autres petites îles de Hani, Hæna, et Grasleysa, elle forme le petit archipel des Smáeyjar.